# 貓咪收集
《貓咪收集》（又译作），是日本遊戲公司「Hit-Point」開發的一個iOS及Android智能手機遊戲，於2014年10月推出，至2015年7月下載量突破550萬，成為該公司最受歡迎的遊戲。
《貓咪收集》在推出初期關注度有限，直至2015年1月開始才獲得了一些網誌介紹，翌月南韓的下載量就出現了顯著上升，其後中國和美國的下載量也隨之上升。2015年6月開始，Twitter上出現了為數甚多加上主題標籤「#nekoatsume」的推文，海外玩家不停在網上分享收集到的貓兒和遊戲攻略，而美國CNN電視台更在2015年7月3日一篇專題報導中介紹了遊戲。截至2015年7月，遊戲有達四成的下載量均來自海外。

## 遊戲內容

《貓咪收集》中的庭院介面，圖中左方可見貌似安娜·溫特的貓兒。

《貓咪收集》以家中的後院為遊戲背景。遊戲介面相當簡單，玩家只需將貓糧及各種道具放在庭院不同位置，下次再啟動遊戲的時候就會有流浪貓出現，然後幫貓兒拍照存進相冊，但玩家並不能操控流浪貓。貓兒離開後也會留下灰色魚乾和金色魚乾，供玩家當作代幣用來購買貓糧和各種道具，甚至擴張庭院和改變庭園風格。
玩家的目標主要是要收集全部59隻貓兒，每一隻的性格和外貌均有異，如有穿著棒球制服的貓、穿靴子的貓、披著波斯地毯的波斯貓、還有砂鍋貓、站長貓等等。遊戲中一些貓兒的外貌取自現實人物，如一隻戴太陽眼鏡的貓兒就與美國版《時尚》雜誌主編安娜·溫特相似。
因操作介面簡單，初學者也能初步理解如何操作遊戲。

## 開發與發行

### 版本歷史
2014年
10月20日，推出1.0版本。
12月19日，推出1.1版本，加入「寶物」（たからもの）、「庭院擴張」（にわさき拡張）和「相簿」（アルバム）功能。
2015年
3月26日，推出1.2版本（Android版本），加入新款貓兒和「更換外觀」（もようがえ）功能。
4月5日，推出1.2版本（iOS版本）
5月15日，宣布於6月推出橡膠耳機孔塞。
6月11日，推出1.3版本，新增夏日主題道具和貓兒。
10月30日，推出1.4.5版本，追加了英文语言。
2016年
1月19日，推出1.5.5版本，追加些許新玩具。
3月24日，推出1.6版本，追加春日主題道具和貓兒，並增加了可用在當前手機桌布的「壁紙」功能。
7月14日，推出1.7版本，追加夏日主題道具和貓兒，並增加了可用的桌布。
2017年
4月26日，推出任天堂3DS版本。
2018年
5月31日，推出Playstation4版本《ねこあつめ VR》，以沉浸式虚拟现实方式与猫咪互动；支持PS VR，但也可脱离VR设备游玩，且仅在日服PSN提供。
2021年
7月23日，推出Apple Arcade用的《ねこあつめ＋》。

### 周邊商品
2015年
漫画
6月3日，推出LINE專用的貼圖。同日宣布將於同年8月經KADOKAWA推出壓克力鑰匙圈。
6月12日，推出主題圖冊。
8月19日，推出一系列三款音樂CD，內容包括以Vocaloid技術製成的歌曲和《貓咪收集》的背景音樂音軌。

### 未來發展
高崎豐指公司打算為《貓咪收集》開發中文和英文版，但承認這將會「有點難度」，因為「公司同事英語程度不太好，外國支持者寫的信也要借助翻譯網站才能回覆。」其后，Hit-Point公司通过外包方式开发并通过更新追加了英文语言。

## 評價
澳洲電子媒體《Techly》評論稱《貓咪收集》與他媽哥池和《Hatchi》等遊戲形式相似，但「玩起來較沒有壓力和回報高」。大久保佳代子在日本電視台節目《跳舞吧！秋刀魚御殿！！》上介紹了遊戲，並表示《貓咪收集》是她「現在最熱愛的遊戲」。《日本時報》的遊戲介紹則指「《貓咪收集》的玩法實在太簡單，你不會感覺到語言造成的障礙」。《國際財經時報》的報導更稱「《貓咪收集》正威脅著小玉和Maru的公眾關注度」，並認為這種貓的遊戲「只會來自日本」，因為日本在不同層面都跟貓有著千絲萬縷的關係，如在虛擬世界中就有Hello Kitty和多啦A夢、現實世界中也有被稱為「貓島」的田代島和青島、化貓傳說和招財貓等貓類的存在。
開發者高崎豐表示，「Hit-Point」本身主要開發RPG類型遊戲，而《貓咪收集》只是在「開發其他RPG大型遊戲時，用多出的時間製作的」、「本來只是預期能讓玩家高興兩、三個星期的程度」。他對遊戲變得如此受歡迎表示驚訝：「其實我不太明白為甚麼遊戲在海外也那麼受歡迎，但我覺得可能是因為貓在全世界都一樣被愛著吧。」高崎也表示，遊戲中有不少元素是在日本國外是難以明白的，如身穿棒球服的貓其實穿著的是日本職業棒球球隊阪神虎的制服，「海外的玩家來說可能會不知道這些故事，對此我感到抱歉。」

## 衍生文化
《貓咪收集》在獲得人氣後，有不少類似的遊戲也開始出現，如《狗狗收集》（いぬあつめ）、《喵喵收集》（にゃんこあつめ）等，但完成度較低，廣告數量也繁多。此外，也有網民自行製作與遊戲中一樣的道具，包括咖啡屋、招財貓屋、柑橘紙箱、宅急便紙箱車等。
2015年
5月29日，「Hit-Point」亦監製了一個名為「金言貓咪收集」（金言ねこあつめ）的三格漫畫，漫畫於2015年5月29日開始在網絡漫畫網站《密度巴斯》（デンシバース，幻冬舍Comics）發佈連載，作者月見結衣。2015年9月25日於同社出版單行本。
12月4日，小說《貓咪收集故事》（おはなし・ねこあつめ）於集英社未來文庫出版。汐月遙撰寫。
2016年
2月，山久寵物護理事業部（Petio品牌），發售遊戲裡貓所用物品的道具。
2017年
真人電影《貓咪收集之家》（ねこあつめの家）於2017年上映。主演伊藤淳史，監督藏方政俊。

## 外部連結
- 《貓咪收集》官方網站 （页面存档备份，存于）
- 的X（前Twitter）
- Google Play：https://play.google.com/store/apps/details?id=jp.co.hit_point.nekoatsume （页面存档备份，存于）
- App Store：https://itunes.apple.com/jp/app/nekoatsume/id923917775?mt=8 （页面存档备份，存于）